# Johannes Hocsemius

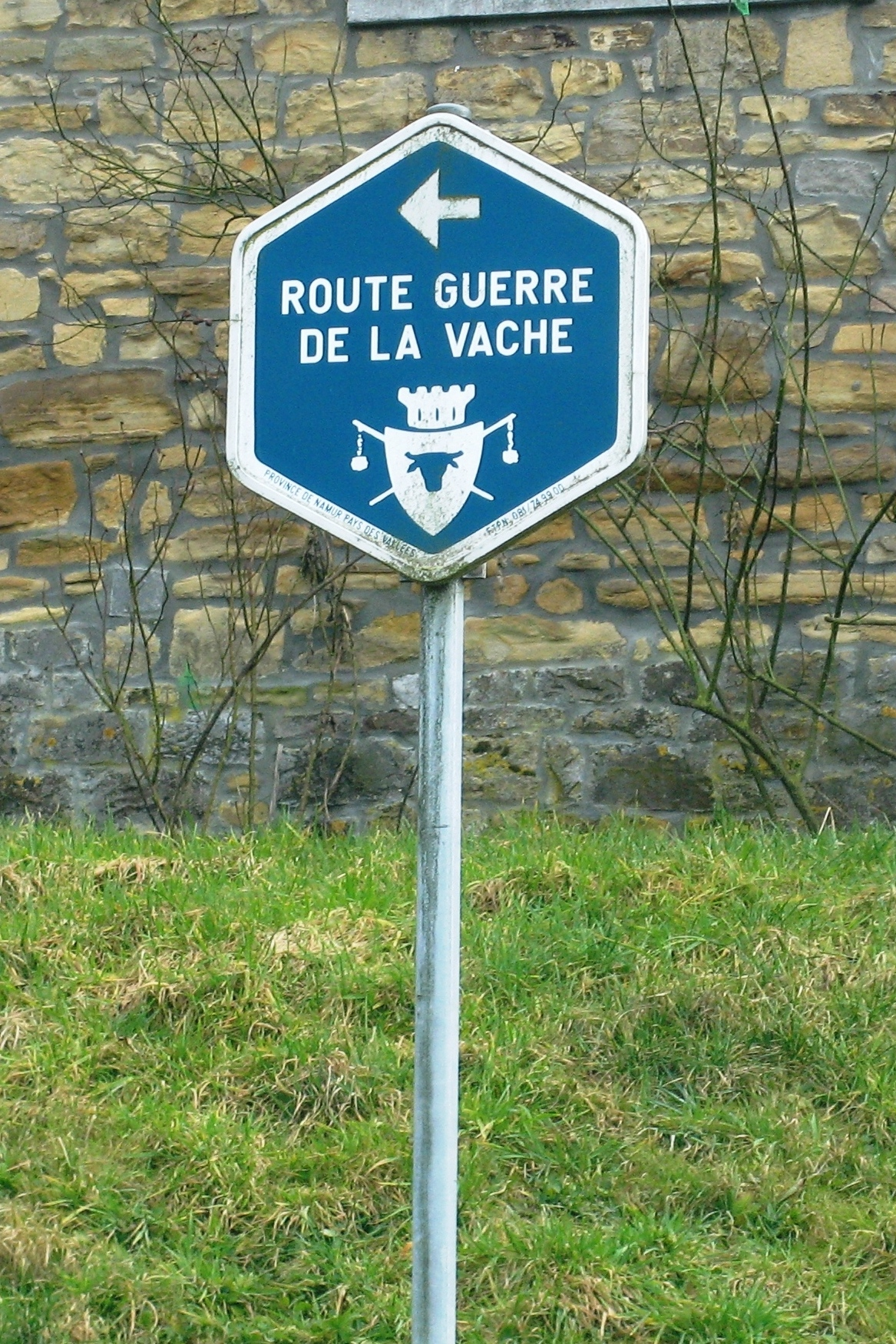
Route van de Oorlog van de Koe (Andenne, België)

Jan van Hocsem of Johannes Hocsemius (Hocsem, februari 1278 – 2 oktober 1348) was een kanunnik in het prinsbisdom Luik, alsook diplomaat en kroniekschrijver van dit kerkelijk vorstendom. Zijn meest bekende en becommentarieerde verhaal is de Oorlog van de Koe (1275-1278), een van de Luiks-Brabantse oorlogen waarin de Brabanders het Luikse Meeffe verwoestten (1276).

## Synoniemen
- Johann Hoxsemius
- Johann Honsemius
- Jean de Hocsem
- Johannes Hocsemius

## Levensloop
Hocsemius groeide op in Hoksem, een dorp nabij Hoegaarden, dat zelf een exclave was van het prinsbisdom Luik in het hertogdom Brabant. Hocsemius groeide met andere woorden op in een grensgebied. Hij studeerde aan de kapittelscholen van Leuven en Orléans. Zo studeerde hij, alvorens er universiteiten bestonden, een combinatie van artes, godgeleerdheid en rechten. Na zijn studies werd hij benoemd tot kanunnik (1315) en officiaal (1317) van de Sint-Lambertuskathedraal van de prins-bisschop van Luik. Hij promoveerde tot proost en scholasticus van dit bisschoppelijk kapittel (1318). Hij combineerde het bovendien met een ambt van deken van het Sint-Pieterskapittel van Luik.
Zowel bisschop Adolf II als zijn neef en opvolger Engelbert III stuurden Hocsemius op diplomatieke missies. Zo reisde Hocsemius naar kardinalen en de paus in Rome, naar de koning van Frankrijk en naar vorsten van het Heilige Roomse Rijk. Tussen zijn reizen in schreef hij. Hij stierf in 1348.

## Werken
Onder zijn werken worden gerekend:
- Een traktaat waarin hij als jurist betoogde dat het graafschap Loon deel uitmaakte van het prinsbisdom Luik.
- Gesta Pontificum Leodiensum. Dit is een kroniek of officieel geschiedkundig werk van het prinsbisdom voor de periode 1247-1348. Hij zette hiermee het werk voort van Gilles van Orval (Latijn: Aegidius Aureaevallensis), een cisterciënzer monnik. Sommigen zien hierin ook een voortzetting van het werk van Herigerus Lobiensis en van Anselmus Leodiensis.[3] In de 20e eeuw beschreef de Luikse hoogleraar Kurth een uitgebreide commentaar over de kroniek (1927).[4] De bekendste passage uit de kroniek is het (juridisch) ontstaan en verloop van de Oorlog van de Koe. Deze oorlog ontstond uit een diefstal door een boer uit het graafschap Namen. Hij stal een koe uit het prinsbisdom Luik en bood deze in Namen te koop aan. De handeling van de (Luikse) baljuw van de Condroz liep zo uit de hand dat een regionale oorlog het gevolg was. De bisschop van Luik trok ten strijde tegen de graaf van Namen, bijgestaan door de hertog van Brabant en de hertog van Luxemburg. Het drieste hoogtepunt van de Oorlog van de Koe was de verwoesting van Meeffe door de Brabanders. Uiteindelijk bemiddelden de graaf van Vlaanderen en de koning van Frankrijk.
- Digitus florum utriusque iuris. Een juridisch woordenboek.
- Flores auctorum et philosophorum. Een woordenboek met namen van schrijvers en filosofen.